# Ojibwés
Pour les articles homonymes, voir Ojibwé (langue).
Ne doit pas être confondu avec Tchipewyans, peuple autochtone de l'ouest du Canada.

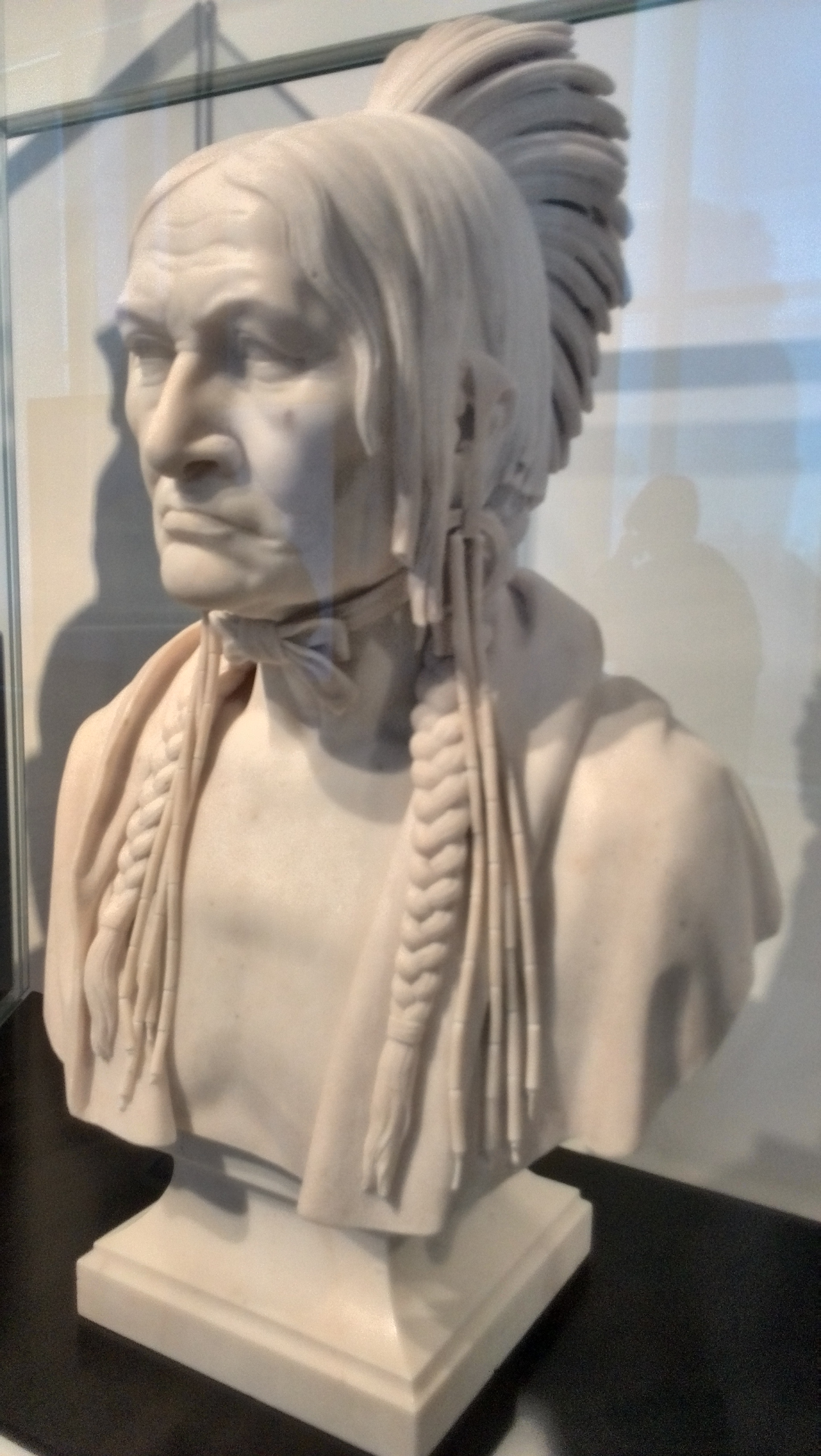
Buffalo, buste de guerrier Besheekee, par Francis Vincenti, marbre conservé au musée de l'Homme (Paris), 1854.

Les Ojibwés, Ojiboués, Anishinaabe-Ojibwe ou Chippewas sont des autochtones d'Amérique du Nord, appartenant au groupe des Anichinabés. Ils sont répartis de façon sensiblement égale entre les États-Unis et le Canada.
Les Ojibwés, dont beaucoup parlent encore la langue ojibwé, qui appartient au groupe linguistique algonquien, sont liés aux Outaouais et aux Cris. Principalement composés d'Anichinabés, ils sont plus de 100 000 à vivre dans une région qui s'étend au nord, du Michigan au Montana. En outre, 76 000 membres répartis en 125 bandes, vivent au Canada, de l'ouest du Québec à l'est de l'Ontario. Ils sont réputés pour leurs canoës à membrure de bouleau, leurs rouleaux scripturaux d'écorce de bouleau (en), leur riz sauvage et pour avoir vaincu les Sioux.

## Nom
Le terme « Chippewa », déformation anglophone de « Ojibwa », prédomine aux États-Unis, bien que les deux terminologies soient valables dans les deux pays. Le terme « anichinabés » (peuple des origines) se répand de plus en plus au Canada. L'origine exacte du nom « ojibwé » n'est pas claire ; toutefois, certaines explications ont été avancées :
- de ojiibwabwe, qui signifie « [ceux qui] cuisent jusqu'à goder », en référence au séchage au feu des coutures des mocassins pour les imperméabiliser ;
- le plus probable, de ozhibii'oweg, « [ceux qui] gardent une trace de leur vision », en référence à une forme d'écriture picturale utilisée lors des rites animistes.

Par leur localisation, à Sault Sainte-Marie, sur les bords du lac Supérieur, certains furent nommés Saulteux (parfois Saulteaux) par les explorateurs français. Aujourd'hui, ce nom désigne les Ojibwés qui se sont par la suite installés dans les Prairies au Canada. Les Amikoués sont une nation de la famille des Ojibwés, « ceux qui font des pictogrammes », faisant partie en 1701 des nations alliées des Grands Lacs. On les appelle aussi « Nez percés ». Ils habitent la rive nord du lac Huron (île Manitoulin).

## Langue
Faisant partie du même groupe ethnique que les Outaouais et des Algonquins, la langue ojibwée fait, comme ces deux autres langues, partie de la famille des langues algonquiennes, aussi connue sous le nom d'anishinaabemowin. Cette langue comprend de nombreux dialectes régionaux et est parlée par plus de 25 000 personnes en 2011. Des dialectes comme l'algonquien sont moins parlés (environ 2 400 locuteurs), alors que plus de 10 000 personnes parlent l'oji-cri, un mélange d'ojibwé et de cri.

## Histoire

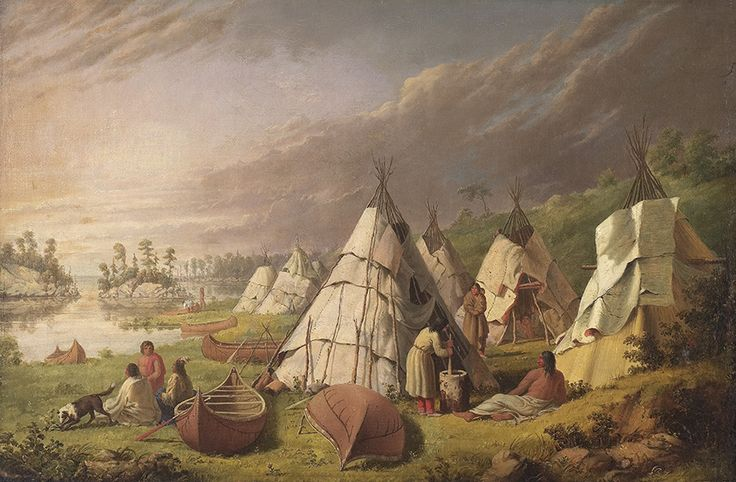
Vue archétypale d'un camp ojibwé, sur le lac Huron. Huile sur toile du Musée des beaux-arts de l'Ontario, v. 1848-1850.

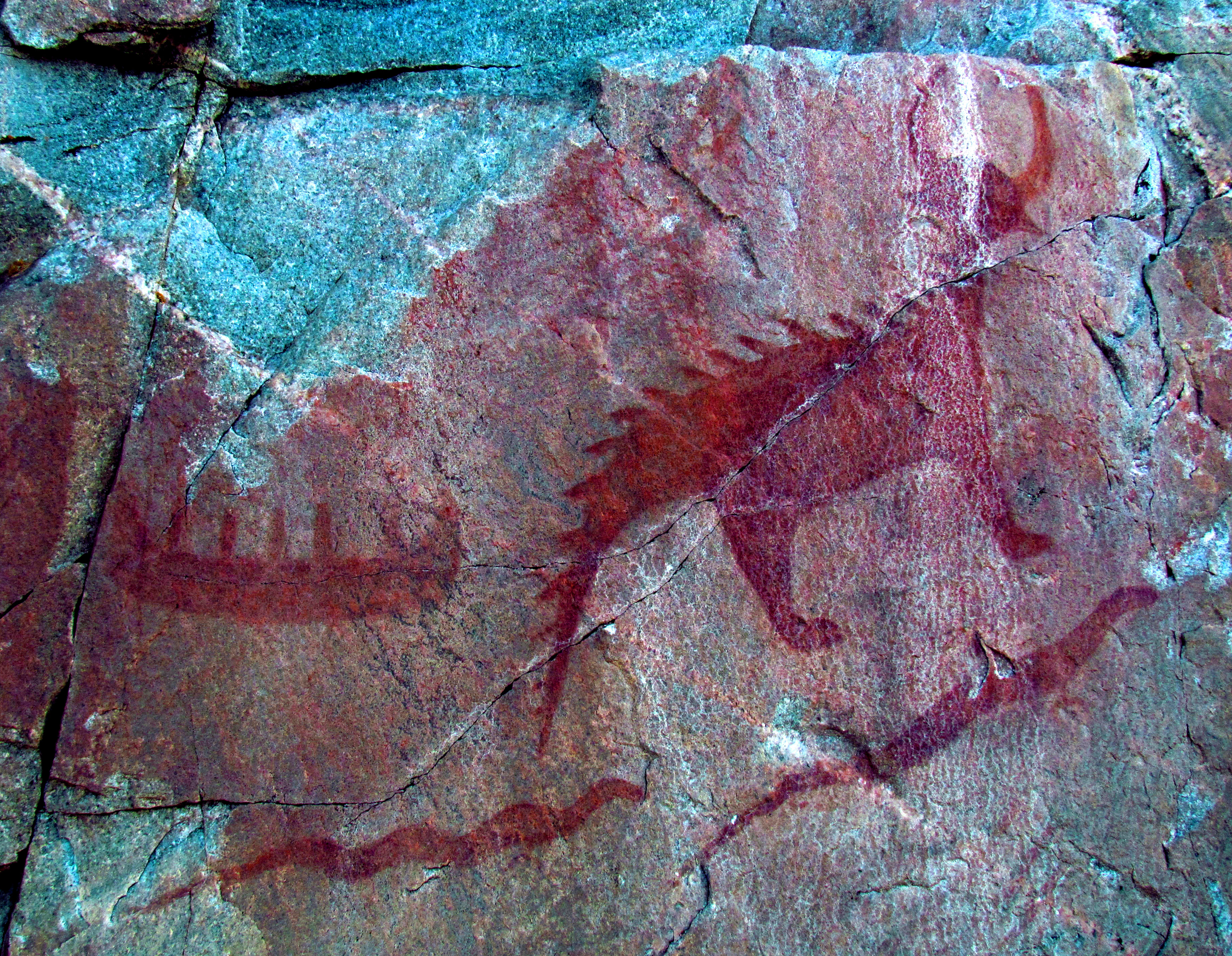
Peinture pariétale ojibwée.

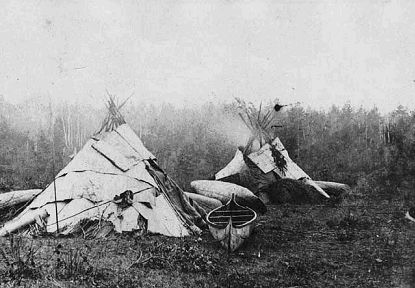
Campement ojibwé en 1870.

Ce peuple viendrait de la côte Atlantique de ce qui sera plus tard le Canada. Ils auraient ensuite progressé vers l'intérieur des terres jusqu'au territoire des Grands Lacs, avant de s'établir près de l'actuel Sault Sainte-Marie, nommé le « quatrième point d'arrêt », puis près de Chegoimegon, nommé le « septième point d'arrêt » sur la rive sud du lac Supérieur, à proximité de l'actuelle Pointe ou Bayfield au Wisconsin. Ils sont mentionnés pour la première fois par les jésuites en 1640. Se liant d'amitié avec les commerçants français, ils purent se procurer des fusils, mettant fin à leurs conflits héréditaires avec les Sioux et les Mesquakies (ou Fox) au Sud et à l'Ouest, poussant les Sioux à se déplacer vers la région du Haut-Mississippi (en), et les Mesquakies à se retirer du nord du Wisconsin et à créer des alliances avec les Sacs. Jusqu'à la fin du XVIIIe siècle, les Ojibwés régnèrent plus ou moins sans rivaux sur un territoire équivalent aux actuels Michigan, nord du Wisconsin et Minnesota. Cette région comprend notamment la plus grande partie de la rivière Rouge, les rives nord du lac Huron et du lac Supérieur, jusqu'aux Turtle Mountains (en) du Dakota du Nord, qui furent plus tard appelées les « plaines ojibwées ».
Les Ojibwés prirent longtemps part à une alliance avec les Outaouais et les Potéouatamis, appelée Conseil des Trois Feux, qui combattit la Confédération iroquoise et les Sioux. Les Ojibwés s'étendirent vers l'est, prenant possession des terres le long des rives est du lac Huron et de la Baie Georgienne. La France signa un traité avec eux en 1701, dans le cadre de la grande paix de Montréal. Par la suite, ils s'allièrent avec les Français pendant la guerre de Sept Ans (de 1756 à 1763), puis avec les Anglais pendant la guerre de 1812.
Aux États-Unis, ils n'ont jamais été chassés comme le furent nombre d'autres tribus, mais à la suite de nombreux traités, ils furent contraints à rester sur ces territoires, à l'exception de quelques familles installées au Kansas.
Au Canada, à la suite de la Proclamation royale de 1763 et d'une série de cessions par traité ou par achat, la plupart de leurs terres furent cédées à la couronne britannique. Ils se déplacent en canot pendant l'été et en hiver en raquette.
Le peuple ojibwé s'est doté, de 1974 à 2014, d'une Constitution.

## Culture

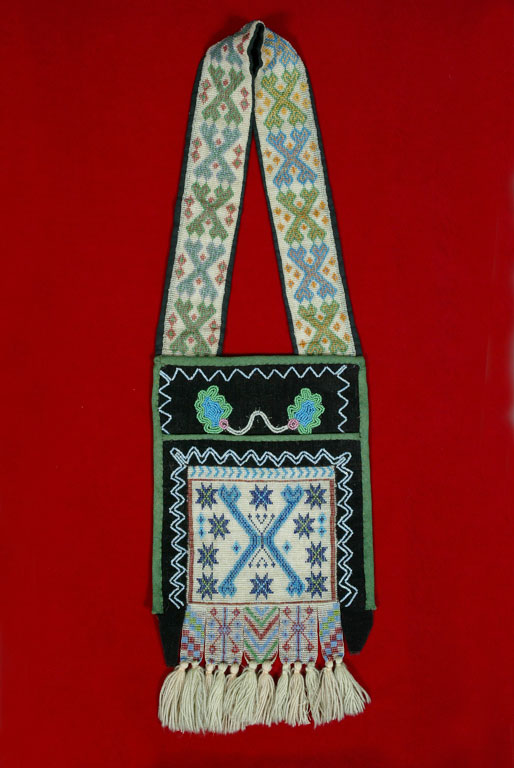
Sac à bandoulière Ojibwé de la collection du Musée des Enfants d'Indianapolis.

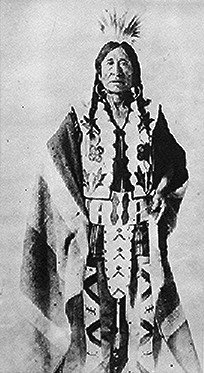
, chef ojibwé.

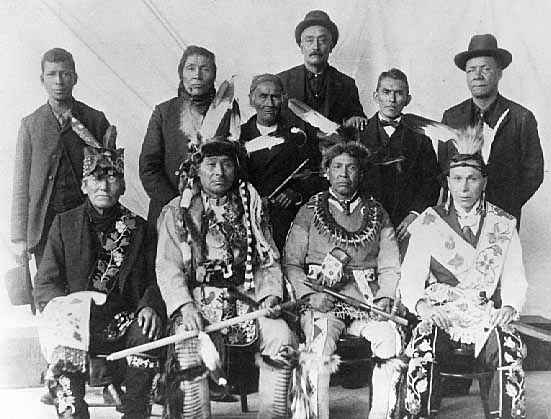
Délégation d'Ojibwés du Lac Leech à Washington, 1899.

Avec Basil H. Johnston (en), auteur ojibwé natif de la réserve de Cape Croker, de nombreux ethnologues s'accordent à constater la prééminence du « spirituel » dans la culture ojibwée traditionnelle. Dans ses ouvrages ethnographiques issus d'enquêtes de terrain dans la région orientale des Grands Lacs (Ojibwés du sud-est), Ojibway Heritage (1976) et Ojibway ceremonies (1982), il met très clairement en relation la production mythique du peuple ojibwé et les règles éthiques qui régissent la vie quotidienne.L'ouvrage de Norval Morrisseau, ojibwé du lac Nipigon connu comme le fondateur d'un style dominant de la peinture autochtone contemporaine (Woodland Style), et l'auteur de l'une des premières expressions d'une ethnologie autochtone nord-américaine par des Autochtones : Legends of My People, The Great Ojibway publié en 1965, met également en évidence l'importance prééminente de l'imaginaire dans la culture ojibwée.

## Démographie
| État           | Population | Réserve                             |
| -------------- | ---------- | ----------------------------------- |
| Minnesota      | 44 213     | Leech Lake                          |
| Minnesota      | 44 213     | Grand Portage                       |
| Minnesota      | 44 213     | White Earth                         |
| Minnesota      | 44 213     | Fond du Lac                         |
| Minnesota      | 44 213     | Red Lake                            |
| Minnesota      | 44 213     | Mille Lacs                          |
| Minnesota      | 44 213     | Bois Forte                          |
| Michigan       | 36 296     |                                     |
| Wisconsin      | 19 326     |                                     |
| Dakota du Nord | 16 994     | Réserve indienne de Turtle Mountain |
| Montana        | 4 284      | Réserve indienne de Turtle Mountain |
| Dakota du Sud  | 825        | Réserve indienne de Turtle Mountain |
| Washington     | 6 519      |                                     |

## Génétique
Les recherches génétiques ont permis de classer l'ADN mitochondrial (ADNmt) en quatre haplogroupes principaux présents chez 97 % des populations d'Amérique : A, B, C et D. Chacun de ces haplotypes est présent sur le continent américain.
Les spécialistes en génétique, ont proposé qu'un cinquième haplogroupe d'ADNmt (haplotype X) soit représenté parmi les lignées fondatrices des populations d'Amérique.
L'haplogroupe X est un cas particulier, car présent en Amérique du Nord et en Europe. L'analyse génétique des populations ojibwées indique, par l'intermédiaire de l'ADN mitochondrial X, une lointaine parenté avec les populations européennes.
Cette recherche décrit l'occurrence, la variation et la population possédant l'haplogroupe X chez les autochtones. Cet haplogroupe semble, sur la base des données archéologiques, être précolombien et a pu arriver en Amérique entre 12 000 et 17 000 ans ou entre 23 000 et 36 000 ans.
L'haplogroupe X est remarquable parce qu'on ne l'a pas trouvé chez les Asiatiques, y compris chez les Sibériens, mais les chercheurs pensent qu'il a pu venir en Amérique par l'intermédiaire d'une migration eurasienne. Cependant, un aperçu plus étendu de l'ADN mitochondrial asiatique, aussi bien que la caractérisation additionnelle l'ADN mitochondrial européen et des autochtones américains ayant l'haplogroupe X, est nécessaire pour déduire plus précisément l'origine de ce dernier en Amérique du Nord.

## Prénoms ojibwés
Les Ojibwés ont donné des prénoms qui prennent souvent ancrage dans la nature qui les entoure, dans les forces surnaturelles qu'ils perçoivent, dans les qualités des personnes ou bien dans d'autres évènements de la vie, souvent liés à la naissance. Tout comme l'ensemble des peuples nord-amérindiens dont l'étymologie des prénoms nord-amérindiens est similaire.
- Angeni : prénom féminin qui signifie « ange ».

## Ojibwés célèbres
- Nadya Kwandibens, photographe
- John Smith, chef
- Richard Wagamese, journaliste et écrivain
- Cara Gee, actrice
- Peter Jones, pasteur et missionnaire
- Edmonia Lewis, sculptrice afro-ojibwée
- Jane Johnston Schoolcraft, auteure
- Trixie Mattel, personnalité de la télévision et drag-queen
- John Tanner (en)article Vikidia (1780-1845), Américain enlevé enfant, Ojibwé par adoption
- Norval Morrisseau, artiste
- Wab Kinew, rappeur, auteur, animateur de radio et premier ministre du Manitoba depuis octobre 2023

### La communauté Objiwé dans la fiction.
- Angeline Boulley (trad. de l'anglais), Une dose de rage, Nathan, 2022, 446 p. (ISBN 978-2-0925-9634-0).